# Меркатело сул Метауро
Меркатѐло сул Мета̀уро (на италиански: Mercatello sul Metauro, на местен диалект Mercatèl, Меркател) е село и община в Централна Италия, провинция Пезаро и Урбино, регион Марке. Разположено е на 429 m надморска височина. Населението на общината е 1481 души (към 2010 г.).